# Lipotriches lamellicornis
Lipotriches lamellicornis är en biart som först beskrevs av Heinrich Friese 1911.  Lipotriches lamellicornis ingår i släktet Lipotriches och familjen vägbin. Inga underarter finns listade i Catalogue of Life.